# Simret Restle-Apel
Simret Restle-Apel (* 4. Mai 1984 in Adi Bidel, Äthiopien, heute Eritrea als Simret Asmerom, später Simret Restle) ist eine ehemalige deutsche Langstreckenläuferin eritreischer Herkunft.

## Werdegang
Im Jugendbereich startete Restle-Apel von 2000 bis 2002 dreimal für Eritrea bei den Crosslauf-Weltmeisterschaften und sie erzielte mehrere Titel bei den Afrikameisterschaften. Sie wurde trainiert vom Kenianer Paul Ereng (Olympiasieger im 800-Meter-Lauf, 1988). 2002 setzte sie sich von der Nationalmannschaft ab und kam nach Deutschland, wo sie zunächst vom Jugendtrainer Tim Restle betreut wurde, mit dem sie dann auch verheiratet war.
2006 wurde sie deutsche U23-Meisterin über 5000 und 10.000 Meter sowie im 10-Kilometer-Straßenlauf. 2007 erhielt sie die deutsche Staatsbürgerschaft und sie wurde bei den Deutschen Meisterschaften im Erwachsenenbereich jeweils Zweite über 5000 Meter, 10-km-Straßenlauf und im Crosslauf sowie Dritte über 10.000 m. Ebenfalls Zweite wurde sie beim Paderborner Osterlauf auf der 10-Kilometer-Strecke.
2008 wurde sie deutsche Vizemeisterin im Freien über 10.000 Meter. Im Herbst gewann sie den Tübinger Stadtlauf. Im Jahr darauf wurde sie über 10.000 Meter erneut deutsche Vizemeisterin, verteidigte ihren Titel in Tübingen, wurde Dritte beim Luxemburger Halbmarathon Route du Vin und siegte beim Bietigheimer Silvesterlauf.

### Deutsche Meisterin 2010
2010 gewann sie den Frankfurter Halbmarathon, wurde zum dritten Mal über 10.000 Meter deutsche Vizemeisterin und errang bei der Deutschen Meisterschaft im 10-Kilometer-Straßenlauf ihren ersten nationalen Titel. Im Herbst siegte sie beim Köln-Marathon auf der Halbmarathon-Strecke.
2010 wechselte sie von der LG Eintracht Frankfurt zum PSV Grün-Weiß Kassel, wo sie von Winfried Aufenanger betreut wird. Bei den Crosslauf-Europameisterschaften 2011 lief Restle-Apel auf den neunten Platz. Simret Restle-Apel ist seit Oktober 2011 mit dem Orthopäden Rainer Apel verheiratet. Die 1,70 m große und 45 kg schwere Athletin mit dem Spitznamen „Simi“ wohnt in Wiesbaden und trainierte sich von 2006 bis 2016 selbst.

### Dopingsperre 2012
Im April 2012 wurde Restle-Apel vor Susanne Hahn Deutsche Meisterin im Halbmarathon.
Zwei Wochen später im Mai 2012 wurde Restle-Apel bei einer Trainingskontrolle positiv auf das verbotene Mittel Erythropoetin (EPO) getestet. Sie begründete dies mit einer Medikamenten-Verwechslung und verzichtete auf die Öffnung der B-Probe. Sie wurde für zwei Jahre gesperrt.
2015 wurde sie zum zweiten Mal Deutsche Meisterin im Halbmarathon sowie als erste Deutsche Siegerin des Kassel-Marathons. Zum Jahreswechsel 2015/2016 war geplant, dass Simret Restle-Apel vom PSV Grün-Weiß Kassel zur LAZ Puma Rhein-Sieg wechseln sollte. Aufgrund der fehlenden Freigabe des Kasseler Vereines kam dieser Wechsel allerdings nicht zu Stande.
Am 18. Februar 2016 stürzte Simret Restle-Apel aus 15 Meter Höhe vom Dach eines Hotels in Wiesbaden und überlebte schwer verletzt. Trotz einer Vielzahl erlittener Knochenbrüche konnte Simret Restle-Apel nach drei Monaten Klinikaufenthalt wieder Geherfolge erzielen.

## Persönliche Bestzeiten
- 800 m: 2:07,91 min, 28. Juni 2009, Rheinau-Freistett
- 1500 m: 4:16,07 min, 10. August 2007, Leverkusen
- 3000 m: 9:05,99 min, 6. Juni 2007, Pfungstadt
- 5000 m: 15:28,71 min, 23. Mai 2012, Koblenz
- 10.000 m: 32:41,50 min, 5. Mai 2012, Marburg
- 10-km-Straßenlauf: 33:04 min, 7. April 2007, Paderborn
- Halbmarathon: 1:12:28 h, 4. Oktober 2015, Köln
- 3000-m-Hindernislauf: 10:06,61 min, 10. Mai 2008, Breidenbach
- Marathon 2:37:48 h, 17. Mai 2015, Kassel